# جيمس جونسون (مدرب كرة سلة)
جيمس جونسون (بالإنجليزية: James Johnson)‏ هو مدرب كرة سلة أمريكي، ولد في 19 يوليو 1971.